# Mega Man 3
Mega Man 3 (jap. ロックマン3 Dr.ワイリーの最期!? Rockman 3 Dr. Wily no Saigo!?) – komputerowa gra platformowa na konsolę NES, stworzona przez firmę Capcom i wydana 28 września 1990 roku w Japonii, w listopadzie 1990 w Ameryce Północnej oraz w 1992 w Europie. Jest to trzecia część gry z serii Mega Man na platformę NES.

## Fabuła
Akcja gry rozgrywa się w futurystycznej przyszłości w XXI wieku w roku „200X”, po wydarzeniach z drugiej części gry Mega Man 2. Podstępny naukowiec Dr. Wily przysięga, że zrozumiał swoje błędy i chce pomóc Dr. Lightowi zbudować wielkiego, strzegącego pokoju na świecie robota o nazwie Gamma. Po ukończeniu pracy, do zasilenia Gammy potrzebują jeszcze ośmiu elementów energii, które zostały porozrzucane po całej Ziemi. Z nieznanego powodu roboty, stworzone przez Dr. Lighta i Dr. Wily'ego w celu odszukania owych elementów, buntują się przeciwko wynalazcom. Kiedy Mega Man dowiaduje się o tym zdarzeniu, postanawia wyruszyć w drogę w celu odzyskania elementów energii i rozpoczyna bitwę z kolejnymi ośmioma Mistrzami Robotów (Spark Man, Snake Man, Needle Man, Hard Man, Top Man, Gemini Man, Magnet Man i Shadow Man). W czasie misji Mega Man spotyka po raz pierwszy nowego rywala, Proto Mana, który występuje w grze pod pseudonimem Break Man.
Po ukończeniu misji Mega Man powraca do laboratorium i dowiaduje się, że Dr. Wily ukradł Gammę oraz zdobył wszystkie elementy energii potrzebne do zasilenia Gammy, aby użyć go w celu zawładnięcia światem. Mega Man postanawia rozprawić się z nim, a po pokonaniu jego i Gammy, ich forteca zaczyna się rozpadać. Na ratunek przybywa wówczas Proto Man, który teleportuje Mega Mana w bezpieczne miejsce, zostawiając Dr. Wily'ego w fortecy. Kiedy Mega Man budzi się w laboratorium Dr. Lighta, jego twórca informuje, że został uratowany przez Proto Mana, brata Mega Mana.

## Rozgrywka
Gracz sterując Mega Manem może poruszać się w prawo i lewo, wchodzić po drabinie, zbierać przedmioty (zbiorniczek z energią, apteczka, itp.), strzelać ze swojej ręcznej armatki, a także zdobywać nowe ulepszenia broni po pokonaniu Mistrzów Robotów. Po raz pierwszy w grze wykorzystano nową zdolność Slide, która pozwala na ślizganie się w trudno dostępne miejsca, a także nowego mechanicznego psa Rusha, który może się zmienić w Rush Jet, Rush Coil i Rush Marine.